# Route nationale 719
Pour les articles homonymes, voir Route 719.
La route nationale 719, ou RN 719, était une route nationale française  qui reliait Sancoins à  Saint-Just. Elle constitue maintenant une section de la RN 76 (qui deviendra RD 2076) dont le tracé à l'est de Bourges a été modifié.

## Tracé de l'ancienne RN 719 entre Sancoins et Bourges (N 76)
Les principales communes traversées étaient :
- Sancoins
- Blet
- Saint-Just